# Eliminationskinetik
Die Eliminationskinetik beschreibt die Änderung der Ausscheidung eines Stoffes (Arzneimittels) im Körper über die Zeit.

## Eliminationskinetik 0. Ordnung
Syn. nicht-lineare Kinetik, dosisunabhängige Kinetik, kapazitätslimitierte Kinetik, nicht-übliche Kinetik
Pro Zeitspanne wird eine konstante Menge eines Wirkstoffs eliminiert. Das bedeutet, dass der Konzentrationsabfall pro Zeitspanne konstant und damit unabhängig von der im Moment vorhandenen Plasmakonzentration ist. In halblogarithmischer Darstellung ist dieser Zusammenhang nicht linear. Ein klassisches Beispiel ist die Elimination von Ethanol im menschlichen Körper.

## Eliminationskinetik 1. Ordnung
Syn. lineare Kinetik, dosisabhängige Kinetik, nicht-kapazitätslimitierte Kinetik, übliche Kinetik
Der Konzentrationsabfall pro Zeitspanne ist nicht konstant, sondern verhält sich proportional zu der im Moment vorliegenden Plasmakonzentration, er ist also eine lineare Funktion der Plasmakonzentration bei halblogarithmischer Darstellung. Dadurch, dass pro Zeitspanne ein konstanter Anteil der Plasmakonzentration ausgeschieden wird, nimmt die Plasmakonzentration zunächst schnell ab und mit sinkender Konzentration immer langsamer. Dies wird in nicht logarithmischer Darstellung mit einer Exponentialfunktion beschrieben. Die Konzentrationsabnahme der meisten Pharmaka folgt einer Eliminationskinetik 1. Ordnung.